# Championnat d'Europe de football espoirs 2007
Navigation
Euro espoirs 2006 Euro espoirs 2009

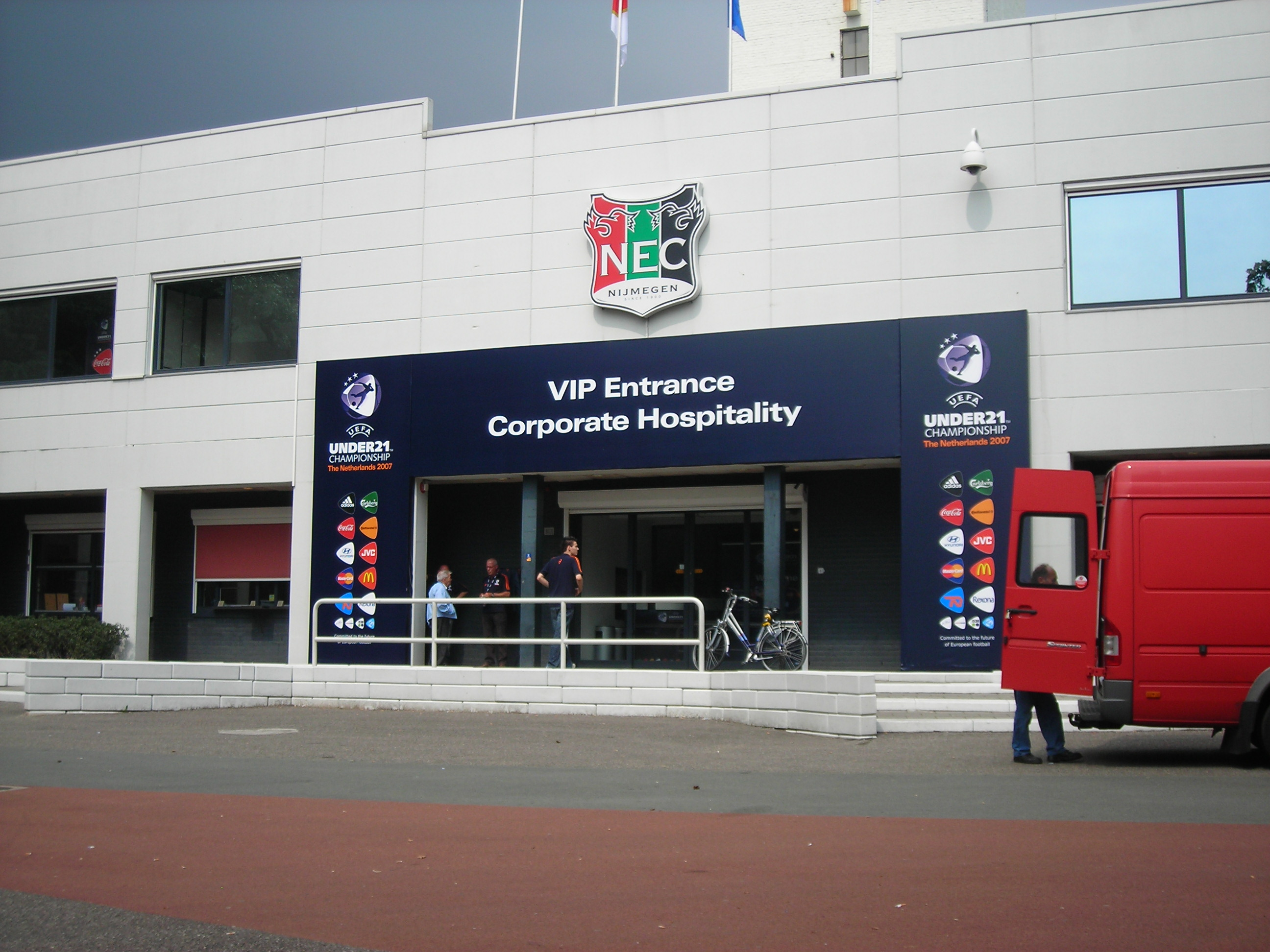
L'entrée "VIP" du Championnat d'Europe de football Espoirs 2007 à Nimègue

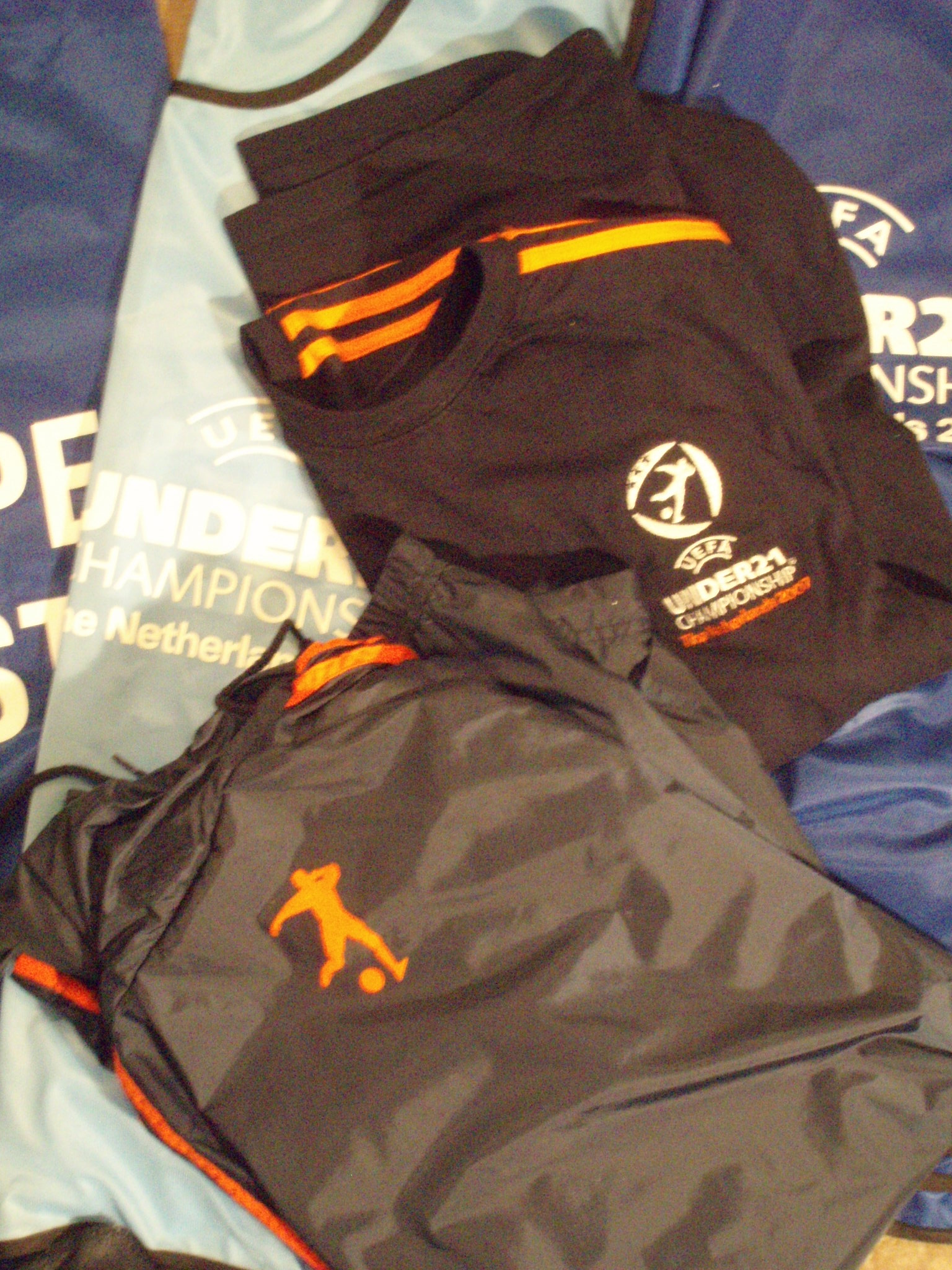
Vêtement officiel du Championnat d'Europe de football Espoirs 2007

La phase finale de l'édition 2007 du championnat d'Europe des nations de football espoirs se déroula du 10 au 23 juin 2007 aux Pays-Bas.
Cette édition s'est déroulée seulement un an après celle de 2006 afin de décaler la compétition par rapport aux compétitions des sélections « A ». À partir de 2007, le championnat espoir s'installe les années impaires et s'intercale donc entre les tournois séniors de l'Euro et du mondial.

## Éliminatoires
L'UEFA a adopté une formule inédite pour organiser la phase éliminatoire sur une période courte et réduire le nombre de matchs.
Ainsi, les seize équipes les plus faibles au coefficient UEFA ont dû disputer un tour préliminaire (élimination directe en matchs aller-retour).
Aux huit équipes rescapées du tour préliminaire se sont jointes les 34 autres équipes (à l'exception des Pays-Bas, qualifiés d'office pour la phase finale) pour le premier tour de qualification : les 42 équipes étaient réparties en 14 groupes de 3 au sein desquels chaque équipe rencontrait une fois ses deux adversaires, l'un à domicile, l'autre à l'extérieur (donc pour un total de trois matchs sur l'ensemble du groupe). Les 14 premiers de groupe étaient qualifiés pour le second tour, disputé à élimination directe en matchs aller-retour. Les 7 vainqueurs de ce dernier tour rejoignaient les Pays-Bas en phase finale.

### Tour préliminaire
- Matchs disputés entre le 12 avril 2006 et le 29 juin 2006.

| Équipe 1      | Résultat | Équipe 2             | Aller | Retour |
| ------------- | -------- | -------------------- | ----- | ------ |
| Kazakhstan    | 0 - 1    | Moldavie             | 0 - 0 | 0 - 1  |
| Saint-Marin   | 3 - 4    | Arménie              | 3 - 0 | 0 - 4  |
| Andorre       | 0 - 2    | Islande              | 0 - 0 | 0 - 2  |
| Estonie       | 1 - 7    | Pays de Galles       | 0 - 2 | 1 - 5  |
| Azerbaïdjan   | 0 - 6    | République d'Irlande | 0 - 3 | 0 - 3  |
| Liechtenstein | 1 - 8    | Irlande du Nord      | 1 - 4 | 0 - 4  |
| Luxembourg    | 0 - 5    | Macédoine            | 0 - 3 | 0 - 2  |
| Malte         | 2 - 4    | Géorgie              | 1 - 2 | 1 - 2  |

### Premier tour
Du 15 août au 6 septembre 2006

#### Groupe 1
| Groupe 1           | Groupe 1           | Groupe 1  | Groupe 1   | Groupe 1           | Groupe 1   | Groupe 1   | Groupe 1   | Groupe 1   | Groupe 1   | Groupe 1   | Groupe 1   | Groupe 1   |
| Résultats          | Résultats          | Résultats | Classement | Classement         | Classement | Classement | Classement | Classement | Classement | Classement | Classement | Classement |
| Domicile           | Extérieur          | Score     |            | Nation             | Pts        | J          | G          | N          | P          | BP         | BC         | Diff       |
| ------------------ | ------------------ | --------- | ---------- | ------------------ | ---------- | ---------- | ---------- | ---------- | ---------- | ---------- | ---------- | ---------- |
| Bosnie-Herzégovine | Arménie            | 3-2       | 1          | Bosnie-Herzégovine | 4          | 2          | 1          | 1          | 0          | 4          | 3          | +1         |
| Arménie            | Norvège            | 1-0       | 2          | Arménie            | 3          | 2          | 1          | 0          | 1          | 3          | 3          | 0          |
| Norvège            | Bosnie-Herzégovine | 1-1       | 3          | Norvège            | 1          | 2          | 0          | 1          | 1          | 1          | 2          | -1         |

#### Groupe 2
| Groupe 2  | Groupe 2  | Groupe 2  | Groupe 2   | Groupe 2   | Groupe 2   | Groupe 2   | Groupe 2   | Groupe 2   | Groupe 2   | Groupe 2   | Groupe 2   | Groupe 2   |
| Résultats | Résultats | Résultats | Classement | Classement | Classement | Classement | Classement | Classement | Classement | Classement | Classement | Classement |
| Domicile  | Extérieur | Score     |            | Nation     | Pts        | J          | G          | N          | P          | BP         | BC         | Diff       |
| --------- | --------- | --------- | ---------- | ---------- | ---------- | ---------- | ---------- | ---------- | ---------- | ---------- | ---------- | ---------- |
| Slovaquie | Albanie   | 0-0       | 1          | Espagne    | 6          | 2          | 2          | 0          | 0          | 7          | 2          | +5         |
| Albanie   | Espagne   | 0-3       | 2          | Slovaquie  | 1          | 2          | 0          | 1          | 1          | 2          | 4          | -2         |
| Espagne   | Slovaquie | 4-2       | 3          | Albanie    | 1          | 2          | 0          | 1          | 1          | 0          | 3          | -3         |

#### Groupe 3
| Groupe 3  | Groupe 3  | Groupe 3  | Groupe 3   | Groupe 3   | Groupe 3   | Groupe 3   | Groupe 3   | Groupe 3   | Groupe 3   | Groupe 3   | Groupe 3   | Groupe 3   |
| Résultats | Résultats | Résultats | Classement | Classement | Classement | Classement | Classement | Classement | Classement | Classement | Classement | Classement |
| Domicile  | Extérieur | Score     |            | Nation     | Pts        | J          | G          | N          | P          | BP         | BC         | Diff       |
| --------- | --------- | --------- | ---------- | ---------- | ---------- | ---------- | ---------- | ---------- | ---------- | ---------- | ---------- | ---------- |
| Lituanie  | Géorgie   | 1-0       | 1          | Serbie     | 6          | 2          | 2          | 0          | 0          | 5          | 1          | +4         |
| Géorgie   | Serbie    | 1-3       | 2          | Lituanie   | 3          | 2          | 1          | 0          | 1          | 1          | 2          | -1         |
| Serbie    | Lituanie  | 2-0       | 3          | Géorgie    | 0          | 2          | 0          | 0          | 2          | 1          | 4          | -3         |

#### Groupe 4
| Groupe 4             | Groupe 4             | Groupe 4  | Groupe 4   | Groupe 4             | Groupe 4   | Groupe 4   | Groupe 4   | Groupe 4   | Groupe 4   | Groupe 4   | Groupe 4   | Groupe 4   |
| Résultats            | Résultats            | Résultats | Classement | Classement           | Classement | Classement | Classement | Classement | Classement | Classement | Classement | Classement |
| Domicile             | Extérieur            | Score     |            | Nation               | Pts        | J          | G          | N          | P          | BP         | BC         | Diff       |
| -------------------- | -------------------- | --------- | ---------- | -------------------- | ---------- | ---------- | ---------- | ---------- | ---------- | ---------- | ---------- | ---------- |
| Grèce                | République d'Irlande | 0-2       | 1          | Belgique             | 6          | 2          | 2          | 0          | 0          | 3          | 1          | +2         |
| République d'Irlande | Belgique             | 0-1       | 2          | République d'Irlande | 3          | 2          | 1          | 0          | 1          | 2          | 1          | +1         |
| Belgique             | Grèce                | 2-1       | 3          | Grèce                | 0          | 2          | 0          | 0          | 2          | 1          | 4          | -3         |

#### Groupe 5
| Groupe 5  | Groupe 5  | Groupe 5  | Groupe 5   | Groupe 5   | Groupe 5   | Groupe 5   | Groupe 5   | Groupe 5   | Groupe 5   | Groupe 5   | Groupe 5   | Groupe 5   |
| Résultats | Résultats | Résultats | Classement | Classement | Classement | Classement | Classement | Classement | Classement | Classement | Classement | Classement |
| Domicile  | Extérieur | Score     |            | Nation     | Pts        | J          | G          | N          | P          | BP         | BC         | Diff       |
| --------- | --------- | --------- | ---------- | ---------- | ---------- | ---------- | ---------- | ---------- | ---------- | ---------- | ---------- | ---------- |
| Autriche  | Islande   | 0-0       | 1          | Italie     | 6          | 2          | 2          | 0          | 0          | 2          | 0          | +2         |
| Islande   | Italie    | 0-1       | 2          | Autriche   | 1          | 2          | 0          | 1          | 1          | 0          | 1          | -1         |
| Italie    | Autriche  | 1-0       | 3          | Islande    | 1          | 2          | 0          | 1          | 1          | 0          | 1          | -1         |

#### Groupe 6
| Groupe 6  | Groupe 6  | Groupe 6  | Groupe 6   | Groupe 6   | Groupe 6   | Groupe 6   | Groupe 6   | Groupe 6   | Groupe 6   | Groupe 6   | Groupe 6   | Groupe 6   |
| Résultats | Résultats | Résultats | Classement | Classement | Classement | Classement | Classement | Classement | Classement | Classement | Classement | Classement |
| Domicile  | Extérieur | Score     |            | Nation     | Pts        | J          | G          | N          | P          | BP         | BC         | Diff       |
| --------- | --------- | --------- | ---------- | ---------- | ---------- | ---------- | ---------- | ---------- | ---------- | ---------- | ---------- | ---------- |
| Hongrie   | Finlande  | 5-0       | 1          | Russie     | 6          | 2          | 2          | 0          | 0          | 8          | 2          | +6         |
| Finlande  | Russie    | 1-5       | 2          | Hongrie    | 3          | 2          | 1          | 0          | 1          | 6          | 3          | +3         |
| Russie    | Hongrie   | 3-1       | 3          | Finlande   | 0          | 2          | 0          | 0          | 2          | 1          | 10         | -9         |

#### Groupe 7
| Groupe 7  | Groupe 7  | Groupe 7  | Groupe 7   | Groupe 7   | Groupe 7   | Groupe 7   | Groupe 7   | Groupe 7   | Groupe 7   | Groupe 7   | Groupe 7   | Groupe 7   |
| Résultats | Résultats | Résultats | Classement | Classement | Classement | Classement | Classement | Classement | Classement | Classement | Classement | Classement |
| Domicile  | Extérieur | Score     |            | Nation     | Pts        | J          | G          | N          | P          | BP         | BC         | Diff       |
| --------- | --------- | --------- | ---------- | ---------- | ---------- | ---------- | ---------- | ---------- | ---------- | ---------- | ---------- | ---------- |
| Pologne   | Lettonie  | 3-1       | 1          | Portugal   | 6          | 2          | 2          | 0          | 0          | 4          | 0          | +4         |
| Lettonie  | Portugal  | 0-2       | 2          | Pologne    | 3          | 2          | 1          | 0          | 1          | 3          | 3          | +0         |
| Portugal  | Pologne   | 2-0       | 3          | Lettonie   | 0          | 2          | 0          | 0          | 2          | 1          | 5          | -4         |

#### Groupe 8
| Groupe 8   | Groupe 8   | Groupe 8  | Groupe 8   | Groupe 8   | Groupe 8   | Groupe 8   | Groupe 8   | Groupe 8   | Groupe 8   | Groupe 8   | Groupe 8   | Groupe 8   |
| Résultats  | Résultats  | Résultats | Classement | Classement | Classement | Classement | Classement | Classement | Classement | Classement | Classement | Classement |
| Domicile   | Extérieur  | Score     |            | Nation     | Pts        | J          | G          | N          | P          | BP         | BC         | Diff       |
| ---------- | ---------- | --------- | ---------- | ---------- | ---------- | ---------- | ---------- | ---------- | ---------- | ---------- | ---------- | ---------- |
| Angleterre | Moldavie   | 2-2       | 1          | Angleterre | 4          | 2          | 1          | 1          | 0          | 5          | 4          | +1         |
| Moldavie   | Suisse     | 1-3       | 2          | Suisse     | 3          | 2          | 1          | 0          | 1          | 5          | 4          | +1         |
| Suisse     | Angleterre | 2-3       | 3          | Moldavie   | 1          | 2          | 0          | 1          | 1          | 3          | 5          | -2         |

#### Groupe 9
| Groupe 9    | Groupe 9    | Groupe 9  | Groupe 9   | Groupe 9    | Groupe 9   | Groupe 9   | Groupe 9   | Groupe 9   | Groupe 9   | Groupe 9   | Groupe 9   | Groupe 9   |
| Résultats   | Résultats   | Résultats | Classement | Classement  | Classement | Classement | Classement | Classement | Classement | Classement | Classement | Classement |
| Domicile    | Extérieur   | Score     |            | Nation      | Pts        | J          | G          | N          | P          | BP         | BC         | Diff       |
| ----------- | ----------- | --------- | ---------- | ----------- | ---------- | ---------- | ---------- | ---------- | ---------- | ---------- | ---------- | ---------- |
| Biélorussie | Chypre      | 1-0       | 1          | Tchéquie    | 6          | 2          | 2          | 0          | 0          | 4          | 1          | +3         |
| Chypre      | Tchéquie    | 0-2       | 2          | Biélorussie | 3          | 2          | 1          | 0          | 1          | 2          | 2          | 0          |
| Tchéquie    | Biélorussie | 2-1       | 3          | Chypre      | 0          | 2          | 0          | 0          | 2          | 0          | 3          | -2         |

#### Groupe 10
| Groupe 10       | Groupe 10       | Groupe 10 | Groupe 10  | Groupe 10       | Groupe 10  | Groupe 10  | Groupe 10  | Groupe 10  | Groupe 10  | Groupe 10  | Groupe 10  | Groupe 10  |
| Résultats       | Résultats       | Résultats | Classement | Classement      | Classement | Classement | Classement | Classement | Classement | Classement | Classement | Classement |
| Domicile        | Extérieur       | Score     |            | Nation          | Pts        | J          | G          | N          | P          | BP         | BC         | Diff       |
| --------------- | --------------- | --------- | ---------- | --------------- | ---------- | ---------- | ---------- | ---------- | ---------- | ---------- | ---------- | ---------- |
| Roumanie        | Irlande du Nord | 3-0       | 1          | Allemagne       | 6          | 2          | 2          | 0          | 0          | 8          | 3          | +5         |
| Irlande du Nord | Allemagne       | 2-3       | 2          | Roumanie        | 3          | 2          | 1          | 0          | 1          | 4          | 5          | -1         |
| Allemagne       | Roumanie        | 5-1       | 3          | Irlande du Nord | 0          | 2          | 0          | 0          | 2          | 2          | 6          | -4         |

#### Groupe 11
| Groupe 11 | Groupe 11 | Groupe 11 | Groupe 11  | Groupe 11  | Groupe 11  | Groupe 11  | Groupe 11  | Groupe 11  | Groupe 11  | Groupe 11  | Groupe 11  | Groupe 11  |
| Résultats | Résultats | Résultats | Classement | Classement | Classement | Classement | Classement | Classement | Classement | Classement | Classement | Classement |
| Domicile  | Extérieur | Score     |            | Nation     | Pts        | J          | G          | N          | P          | BP         | BC         | Diff       |
| --------- | --------- | --------- | ---------- | ---------- | ---------- | ---------- | ---------- | ---------- | ---------- | ---------- | ---------- | ---------- |
| Suède     | Macédoine | 3-1       | 1          | Suède      | 6          | 2          | 2          | 0          | 0          | 5          | 1          | +4         |
| Macédoine | Danemark  | 0-3       | 2          | Danemark   | 3          | 2          | 1          | 0          | 1          | 3          | 2          | +1         |
| Danemark  | Suède     | 0-2       | 3          | Macédoine  | 0          | 2          | 0          | 0          | 2          | 1          | 6          | -5         |

#### Groupe 12
| Groupe 12 | Groupe 12 | Groupe 12 | Groupe 12  | Groupe 12  | Groupe 12  | Groupe 12  | Groupe 12  | Groupe 12  | Groupe 12  | Groupe 12  | Groupe 12  | Groupe 12  |
| Résultats | Résultats | Résultats | Classement | Classement | Classement | Classement | Classement | Classement | Classement | Classement | Classement | Classement |
| Domicile  | Extérieur | Score     |            | Nation     | Pts        | J          | G          | N          | P          | BP         | BC         | Diff       |
| --------- | --------- | --------- | ---------- | ---------- | ---------- | ---------- | ---------- | ---------- | ---------- | ---------- | ---------- | ---------- |
| Ukraine   | Bulgarie  | 0-3       | 1          | Bulgarie   | 6          | 2          | 2          | 0          | 0          | 5          | 1          | +4         |
| Bulgarie  | Croatie   | 2-1       | 2          | Ukraine    | 3          | 2          | 1          | 0          | 1          | 2          | 4          | -2         |
| Croatie   | Ukraine   | 1-2       | 3          | Croatie    | 0          | 2          | 0          | 0          | 2          | 2          | 4          | -2         |

#### Groupe 13
| Groupe 13      | Groupe 13      | Groupe 13 | Groupe 13  | Groupe 13      | Groupe 13  | Groupe 13  | Groupe 13  | Groupe 13  | Groupe 13  | Groupe 13  | Groupe 13  | Groupe 13  |
| Résultats      | Résultats      | Résultats | Classement | Classement     | Classement | Classement | Classement | Classement | Classement | Classement | Classement | Classement |
| Domicile       | Extérieur      | Score     |            | Nation         | Pts        | J          | G          | N          | P          | BP         | BC         | Diff       |
| -------------- | -------------- | --------- | ---------- | -------------- | ---------- | ---------- | ---------- | ---------- | ---------- | ---------- | ---------- | ---------- |
| Israël         | Pays de Galles | 3-2       | 1          | Israël         | 4          | 2          | 1          | 1          | 0          | 3          | 2          | +1         |
| Pays de Galles | Turquie        | 0-0       | 2          | Turquie        | 2          | 2          | 0          | 2          | 0          | 0          | 0          | 0          |
| Turquie        | Israël         | 0-0       | 3          | Pays de Galles | 1          | 2          | 0          | 1          | 1          | 2          | 3          | -1         |

#### Groupe 14
| Groupe 14 | Groupe 14 | Groupe 14 | Groupe 14  | Groupe 14  | Groupe 14  | Groupe 14  | Groupe 14  | Groupe 14  | Groupe 14  | Groupe 14  | Groupe 14  | Groupe 14  |
| Résultats | Résultats | Résultats | Classement | Classement | Classement | Classement | Classement | Classement | Classement | Classement | Classement | Classement |
| Domicile  | Extérieur | Score     |            | Nation     | Pts        | J          | G          | N          | P          | BP         | BC         | Diff       |
| --------- | --------- | --------- | ---------- | ---------- | ---------- | ---------- | ---------- | ---------- | ---------- | ---------- | ---------- | ---------- |
| Slovénie  | Écosse    | 1-0       | 1          | France     | 6          | 2          | 2          | 0          | 0          | 5          | 1          | +4         |
| Écosse    | France    | 1-3       | 2          | Slovénie   | 3          | 2          | 1          | 0          | 1          | 1          | 2          | -1         |
| France    | Slovénie  | 2-0       | 3          | Écosse     | 0          | 2          | 0          | 0          | 2          | 1          | 4          | -3         |

### Second tour
- Matchs disputés les 7 et 11 octobre 2006

| Équipe 1   | Résultat | Équipe 2           | Aller  | Retour |
| ---------- | -------- | ------------------ | ------ | ------ |
| Serbie     | 5 - 3    | Suède              | 0 - 3  | 5 - 0  |
| Tchéquie   | 3 - 2    | Bosnie-Herzégovine | 2 - 1  | 1 - 1  |
| Russie     | 4 - 4    | Portugal           | 4 - 1e | 0 - 3  |
| Angleterre | 3 - 0    | Allemagne          | 1 - 0  | 2 - 0  |
| Italie     | 2 - 1    | Espagne            | 0 - 0  | 2 - 1  |
| Belgique   | 5 - 1    | Bulgarie           | 1 - 1  | 4 - 1  |
| France     | 1 - 2    | Israël             | 1 - 1  | 0 - 1  |

e : Le Portugal se qualifie selon la règle des buts marqués à l'extérieur.

## Phase finale
La phase finale a eu lieu aux Pays-Bas entre le 10 et le 23 juin 2007.

### Groupe A
| # | Équipe   | Pts | J | G | N | P | bp:bc | Diff. |
| - | -------- | --- | - | - | - | - | ----- | ----- |
| 1 | Pays-Bas | 7   | 3 | 2 | 1 | 0 | 5:3   | +2    |
| 2 | Belgique | 5   | 3 | 1 | 2 | 0 | 3:2   | +1    |
| 3 | Portugal | 4   | 3 | 1 | 1 | 1 | 5:2   | +3    |
| 4 | Israël   | 0   | 3 | 0 | 0 | 3 | 0:6   | -6    |

| J1 - 10 juin 2007 |       |          |  |            |  |
| Pays-Bas          | 1 - 0 | Israël   |  | Heerenveen |  |
| Portugal          | 0 - 0 | Belgique |  | Groningue  |  |
| J2 - 13 juin 2007 |       |          |  |            |  |
| Pays-Bas          | 2 - 1 | Portugal |  | Groningue  |  |
| Israël            | 0 - 1 | Belgique |  | Heerenveen |  |
| J3 - 16 juin 2007 |       |          |  |            |  |
| Belgique          | 2 - 2 | Pays-Bas |  | Heerenveen |  |
| Israël            | 0 - 4 | Portugal |  | Groningue  |  |

### Groupe B
| # | Équipe     | Pts | J | G | N | P | bp:bc | Diff. |
| - | ---------- | --- | - | - | - | - | ----- | ----- |
| 1 | Serbie     | 6   | 3 | 2 | 0 | 1 | 2:2   | 0     |
| 2 | Angleterre | 5   | 3 | 1 | 2 | 0 | 4:2   | +2    |
| 3 | Italie     | 4   | 3 | 1 | 1 | 1 | 5:4   | +1    |
| 4 | Tchéquie   | 1   | 3 | 0 | 1 | 2 | 1:4   | -3    |

| J1 - 11 juin 2007 |       |            |  |         |  |
| Tchéquie          | 0 - 0 | Angleterre |  | Arnhem  |  |
| Serbie            | 1 - 0 | Italie     |  | Nimègue |  |
| J2 - 14 juin 2007 |       |            |  |         |  |
| Tchéquie          | 0 - 1 | Serbie     |  | Nimègue |  |
| Angleterre        | 2 - 2 | Italie     |  | Arnhem  |  |
| J3 - 17 juin 2007 |       |            |  |         |  |
| Italie            | 3 - 1 | Tchéquie   |  | Arnhem  |  |
| Angleterre        | 2 - 0 | Serbie     |  | Nimègue |  |

### Demi-finales
Les demi-finalistes sont qualifiés pour les Jeux olympiques d'été de 2008 à Pékin.
| 20 juin 2007 |                           |            |  |            |  |
| Pays-Bas     | 1 - 1 a. p. (13 - 12 tab) | Angleterre |  | Heerenveen |  |
| Serbie       | 2 - 0                     | Belgique   |  | Arnhem     |  |

### Match de qualification olympique
L'Angleterre, demi-finaliste, ne pouvant pas se substituer à la Grande-Bretagne ni la représenter aux Jeux olympiques d'été de 2008, une place pour les Jeux olympiques restait donc à pourvoir. Un match de qualification olympique a alors été organisé au cours du tournoi entre les deux troisièmes de groupe afin d'attribuer la place de 4e qualifié.
| 21 juin 2007 |                         |        |  |         |
| Portugal     | 0 - 0 a. p. (3 - 4 tab) | Italie |  | Nimègue |

L'Italie accompagne les Pays-Bas, la Serbie et la Belgique aux Jeux olympiques de Pékin 2008.

### Finale
| 23 juin 2007 |     |        |  |           |
| Pays-Bas     | 4-1 | Serbie |  | Groningen |

## Buteurs
- 4 buts
  -  Pays-Bas : Maceo Rigters
- 3 buts
  -  Angleterre : Leroy Lita
- 2 buts
  -  Belgique : Kevin Mirallas
  -  Italie : Alberto Aquilani, Giorgio Chiellini
  -  Pays-Bas : Ryan Babel
  -  Portugal : Miguel Veloso
  -  Serbie : Dragan Mrdja
- 1 but
  -  Angleterre : Matt Derbyshire, David Nugent
  -  Belgique : Sébastien Pocognoli
  -  Italie : Giuseppe Rossi
  -  Pays-Bas : Otman Bakkal, Luigi Bruins, Royston Drenthe, Hedwiges Maduro
  -  Portugal : Manuel Fernandes, Nani, Ricardo Vaz Tê
  -  Serbie : Boško Janković, Aleksandar Kolarov, Dejan Milovanović
  -  Tchéquie : Michal Papadopulos

Buteurs lors de la phase finale uniquement

## Champions d'Europe Espoir 2007
Pays-Bas
- Gardiens
  - Boy Waterman
  - Kenneth Vermeer
  - Tim Krul
- Défenseurs
  - Erik Pieters
  - Ron Vlaar
  - Arnold Kruiswijk
  - Gianni Zuiverloon
  - Calvin Jong-a-Pin
  - Ryan Donk
  - Frank van der Struijk
- Milieux
  - Royston Drenthe
  - Hedwiges Maduro
  - Ismaïl Aissati
  - Daniël de Ridder
  - Otman Bakkal
  - Luigi Bruins
  - Robbert Schilder
  - Haris Medunjanin
  - Julian Jenner
- Attaquants
  - Ryan Babel
  - Maceo Rigters
  - Roy Beerens
  - Tim Janssen
- Entraîneur
  - Foppe de Haan